# Jerome Drayton
Jerome Drayton, född 10 januari 1945, död 10 februari 2025, var en friidrottare från Kanada. Han deltog vid olympiska sommarspelen 1968 och olympiska sommarspelen 1976.